# Micrasterias decemdentata
Micrasterias decemdentata là một loài Song tinh tảo trong họ Desmidiaceae, thuộc chi Micrasterias.